# Beedon
Beedon – wieś w Anglii, w hrabstwie ceremonialnym Berkshire, w dystrykcie (unitary authority) West Berkshire. Leży 24 km na zachód od centrum miasta Reading i 82 km na zachód od centrum Londynu. W 2001 miejscowość liczyła 393 mieszkańców.